# Binkhorstpolder
De Binkhorstpolder is een polder  en voormalig waterschap in de Nederlandse gemeente Voorburg (later Den Haag), in de provincie Zuid-Holland. De Binkhorstpolder stond ook wel bekend als de Binnenpolder.
Het waterschap was verantwoordelijk voor de vervening, drooglegging en later de waterhuishouding in de polder.
Tegenwoordig is het een Haagse wijk en een bedrijvengebied, zie Binckhorst.

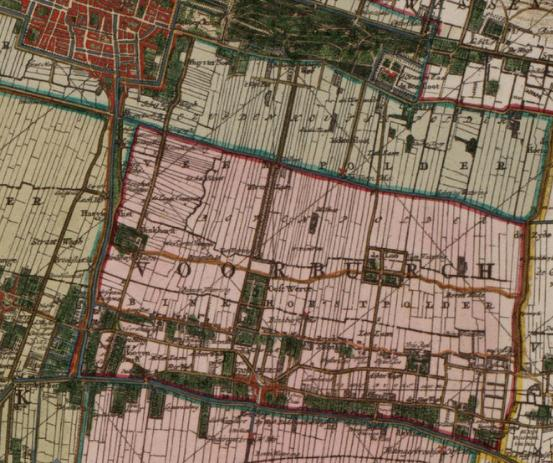
Kaart 1712